# René Eespere
René Eespere, né le 14 décembre 1953 à Tallinn, est un compositeur estonien. 

## Biographie
Jusqu'en 1972, il étudie le piano avec Valdur Rootsi à l'école de musique de Tallinn.
De 1972 à 1977, il étudie la composition avec Anatoli Garšnek à l'Académie estonienne de musique et de théâtre de Tallinn. De 1977 à 1979, il approfondit ses connaissances au Conservatoire Tchaïkovski de Moscou avec comme professeurs Aram Khatchatourian et Alekseï Nikolaïev.
Depuis 1979, René Eespere enseigne la composition et la théorie de la musique  à l'académie de musique estonienne. Il est nommé professeur en 2002.
René Eespere a obtenu une large reconnaissance dans les années 1970, à la suite de la présentation au Théâtre de Vanemuine de ses ballets allégoriques Inimene ja öö (1976), Fuuriad (1977) et Kodalased (1978). Il emploie des procédés romantiques en  les actualisant ou en y mêlant des influences de musiques plus anciennes à des endroits appropriés. Le style d'Eespere a des influences de musiques rituelles anciennes, de minimalisme et de musique baroque. Parmi ses œuvres, on trouve des oratorios, de la musique de chambre, des musiques pour enfants, et concertos.

## Œuvres

### Opéras
- Gurmaanid (2002)
- Gurmaanid 2 (2005)

### Oratorios
- Vaikuse sümfoonia (1989)

### Œuvres chorales
- Passiones (1980/2000)
- Müsteerium (1981)
- Mediteerium (1982/1985)
- Lehekülg Sakalamaa kroonikast (1983)
- Kaks jubilatsiooni (1986)
- Glorificatio (1990)
- Festina lente(1996)
- Mater rosae (2003)
- Ristimetsa ilmutus (2004)

### Ballets
- Inimene ja öö (1977)
- Kodanlased

## Discographie
- René Eespere, Der Morgen der Skulptur par Heiki Maetlik, Urmas Vulp, Jueri Leiten, Tiit Peterson Neeme Punder (2001), Label: Antes Edition
- René Eespere, Concentus par Tarmo Eespere (1995), Label: Bella Musica Edition
- René Eespere, New Choral Music from Estonia par Rene Eespere, Ants Uleoja, Kaia Urb and Tiit Kogermann (2000),  Chef d'orchestre: Ants Uleoja, (2000), Label: Christophorus
- René Eespere, Concertatus celatus by Tallinner Kammerorchester (2008) Original Release Date: July 17, 2007, Label: Antes Edition
- René Eespere, Concerto Ritornello par Andres Mustonen Hortus Musicus (1998), Label: Antes Edition

## Prix et récompenses
- Prix de la musique de la RSS d'Estonie, 1989

## Distinctions
- Ordre de l'Étoile blanche d'Estonie de 4e classe